# Auletobius humeralis
Espèce
Auletobius humeralis  est une espèce d'insectes appartenant à la famille des Attelabidae.